# Жив музей (Копривщица)
Жив музей е първото в България класно училище „Св. св. Кирил и Методий“ в Копривщица, заменил изживялата си времето „Национална школа по естетическо възпитание“, съществувала в периода 1989 – 2011 година и помещавала се в същата сграда.

## Нов живот
По проект от 1960-те години след осъвременяване е реализиран проект за „Възстановяване и опазване сградата на първото класно училище в България „Св. св. Кирил и Методий“ и превръщането му в културно-образованелен център за младежи и туристи“. Проектът е реализиран с подкрепата на Финансовия механизъм на Европейското икономическо пространство и Република България – и така в Копривщица през 2011 година отворя врати Живият музей.Инициативата за обособяването на музея принадлежи на Народно читалище „Хаджи Ненчо Д. Палавеев – 1869“ – Копривщица.

## Културно-просветителска дейност
Днес Живия музей в Копривщица организира местни и регионални културни мероприятия и образователни семинари свързани с живота на населението в миналото на града с акцент върху епохата на възраждането, образователно дело и методите на обучение от тези времена. Модернизираната база на музея се предоставя и за гостуващи събития и изяви от обществен и частен характер със запазен Възрожденски стил, както и на различни граждански инициативи – семинари, чествания, политически и икономически дискусии.
В картинната галерия в рамките на Живия музей е организирана постоянна художествена изложба тематично насочена към специфичните бит, култура и минало на град Копривщица. Галерията редовно организира временни изложби с най-разнообразен стил и характер.
В училищната историческа изложба е пресъздадена класна стая от средата на 19 век, в която посетителите се пренасят в миналото и се запознават с методите на преподаване по времето на първите стъпки на българското просвещение. За посещаващите музея училищни класове и любознателни се показва примерен час от миналото, като децата (и техните родители или учители) биват поставени максимално близко до старовремските методи на обучение.
В занаятчийските работилници на Живият музей има нужното оборудване за организиране на обучения в ателиета по тъкачество, шев, плетене и работа с плъсти, типични за Копривщица занаяти, свързани с местния бит, култура и нрави.
През 2020 – 2021 година Общинско предприятие – Копривщица по Оперативна програма „Развитие на човешките ресурси 2014 – 2021“ дава нов живот на работилниците по шивачество, тъкане и производство на сувенири от дърво.

## Значими културни събития, провеждани тук
- Национален събор на българското народно творчество
- Летни фолклорни празници „С Копривщица в сърцето“
- Празник на копришкия брабой
- Мастер ъф арт
- Лятна академия за духови ансамбли от 29 август 2020 г. С участието на Духовия оркестър на средно училище „Любен Каравелов“.[6]

## Галерия
- Училище „Св. Св. Кирил и Методий“ 1922 година
- 1989 – 2011, днес Жив музей
- Централната естрада